# Ostrumelien

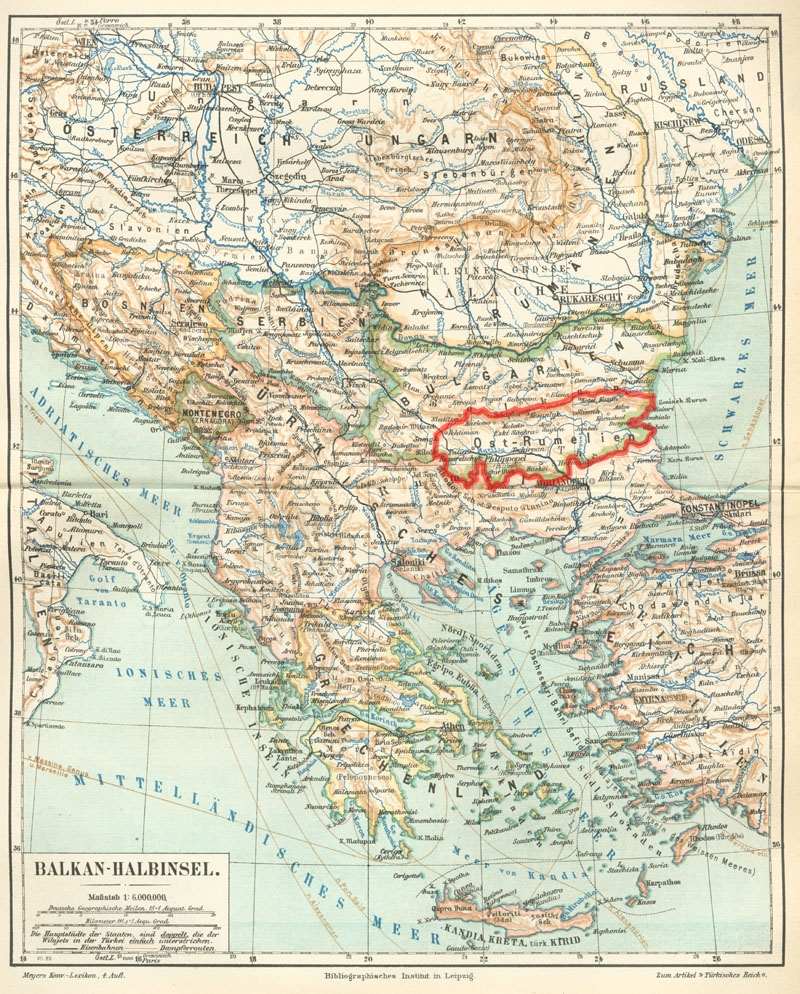
Ostrumelien auf einer Karte des Meyers Konversationslexikons 1885–90

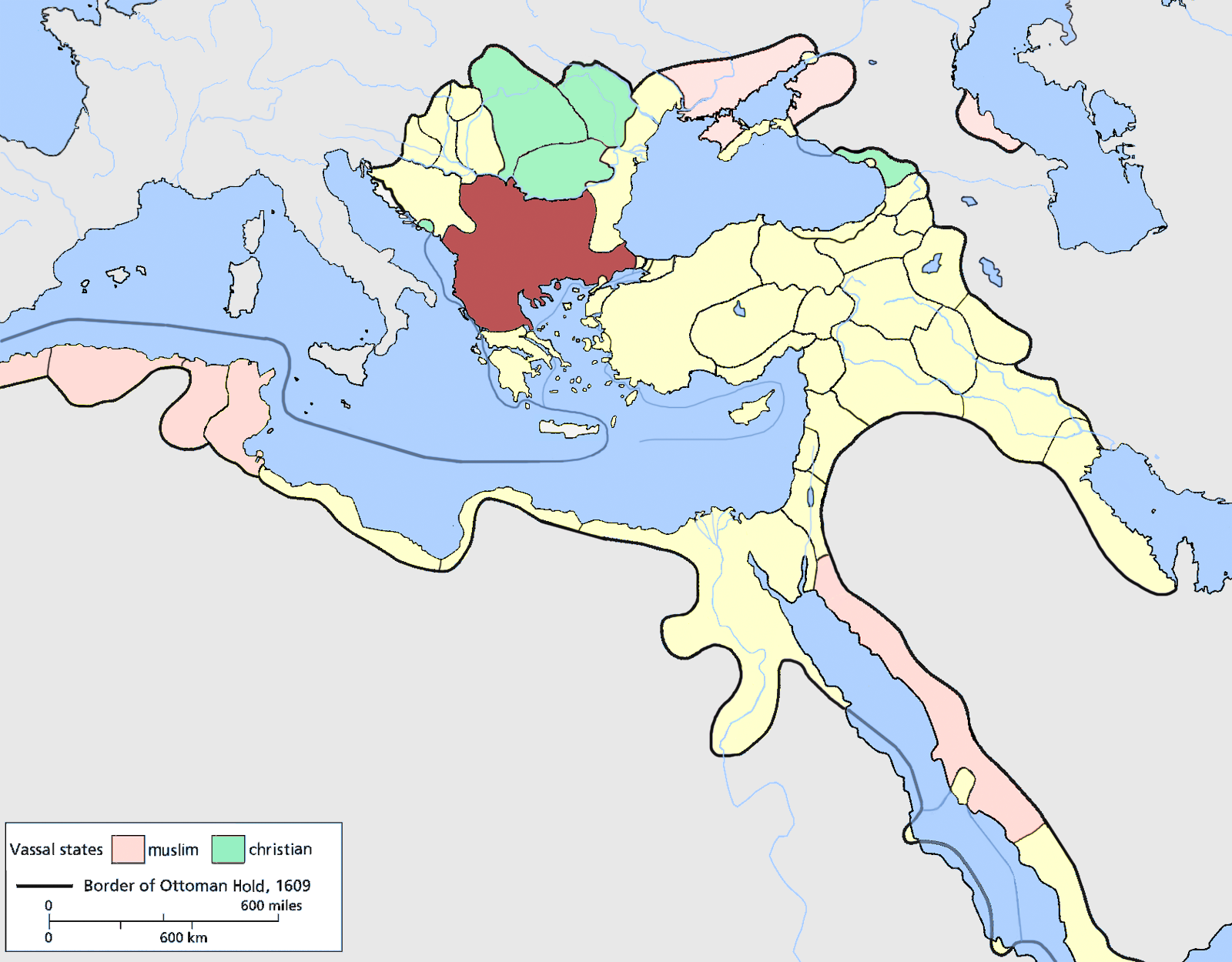
Das Eyâlet Rumelien 1609

Ostrumelien (osmanisch روم الى شرقى İA Rûmeli-i Şarkî, bulgarisch Източна Румелия Istotschna Rumelija, griechisch Ανατολική Ρωμυλία Anatoliki Romilia) war eine autonome Provinz des Osmanischen Reiches im Süden des heutigen Bulgariens. Sie wurde durch den Berliner Vertrag 1878 geschaffen, indem Territorien aus dem Vilâyet Edirne ausgegliedert wurden. Namentlich lehnte man sich an den Namen für den europäischen Teil des osmanischen Reiches – Rumelien.
Ostrumelien umfasste die Oberthrakische Tiefebene, das obere Thrakien zwischen Balkan, Rhodopen und der Küste des Schwarzen Meeres mit der damaligen Hauptstadt Plowdiw. Bulgarisch, Griechisch und Türkisch waren offizielle Sprachen, da aber die Bulgaren die überwiegende Mehrheit stellten, konnten sich die letzten zwei nicht durchsetzen.
Ostrumelien bestand bis 1885, als eine unblutige Revolution in Plowdiw (Philibe) der Sonderexistenz dieses Gebiets ein Ende setzte und sie dem ebenfalls 1878 entstandenen Fürstentum Bulgarien angegliedert wurde.

## Bevölkerung
Die Bevölkerungszahl betrug 1885 975.030 Einwohner. Darunter waren 681.734 christliche Bulgaren, 200.498 (über 20 %) Türken und muslimische Bulgaren, 53.028 (etwa 5 %) Griechen, 27.190 (2,7 %) Roma, 6.982 Juden, 1.865 Armenier und 3.733 Menschen anderer Nationalität. In Philippopel (1900: 15 % Türken) und einigen weiteren Städten stellten die Türken die bedeutende Minderheit. Das Gebiet war in sechs Departements (Philippopel, Eski Zagra, Chasköi, Sliwen, Tatar-Bazardschik und Burgas) geteilt, welche wiederum aus insgesamt 28 Kantonen (Okolija) bestanden. Das größte Departement war Philippopel mit rund 187.000 Einwohnern, das kleinste Burgas mit etwa 88.000. Zur Hauptstadt der Provinz wurde die größte Stadt, Philippopel (heute Plowdiw) bestimmt.
Etwa 20 pomakische Dörfer am Lauf des Watscha-Flusses im Rhodopengebirge erkannten die Provinz und deren Obrigkeit nicht an, spalteten die Tamrasch-Gebiete de facto ab und gründeten die so genannte Tamrasch-Republik. Diese Gebiete wurden nach dem Serbisch-Bulgarischen Krieg und als Kompensation an das Osmanische Reich mit dem Tophane-Vertrag abgetreten.

## Geschichte

### Entstehung
Ostrumelien wurde errichtet, weil die europäischen Mächte ein großes Bulgarien nach dem Vorbild der Konferenz von Konstantinopel von 1877 und dem Frieden von San Stefano von 1878 verhindern wollten. Ein Bulgarisches Großreich hätte zum einen unter russischem Einfluss, der eingedämmt werden sollte, gestanden und wäre zum anderen einseitig zu Lasten des Osmanischen Reiches gegangen und hätte so insbesondere die Handelsbeziehungen mit den Osmanen negativ beeinflusst. Während das gleichzeitig geschaffene Fürstentum Bulgarien unter russischem Einfluss stand, war Ostrumelien als Vasall der Hohen Pforte konzipiert. Die Benennung Ostrumeliens griff die osmanische Bezeichnung Rumelien auf, die für alle europäischen Teile des Reiches (etwa Makedonien, Thrakien, die europäischen Stadtteile von Istanbul) stand.
Die Verwaltung sollte einem christlichen, von der Pforte mit Zustimmung der Großmächte stets auf fünf Jahre ernannten Generalgouverneur übertragen werden. Zwischen dem Oktober 1878 und Mai 1879 verwaltete der russische General Stolypin, von Mai 1879 bis Mai 1884 Fürst Aleksandar Bogoridi und anschließend Gawril Krastewitsch das Gebiet. Die Pforte bezog 30 % der Landeseinkünfte und einen Anteil des Ertrags der Zölle.

### Vereinigung mit Bulgarien

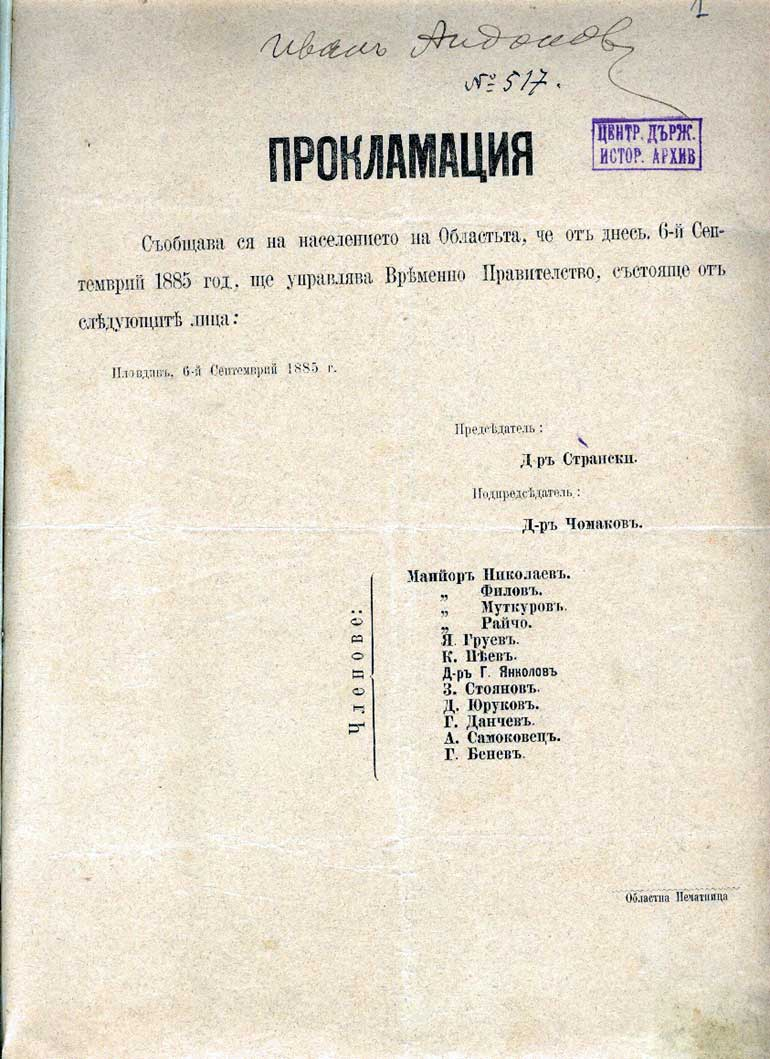
Proklamation zur Einsetzung der Interimsregierung unter Georgi Stranski und die Aufzählung ihre Mitglieder

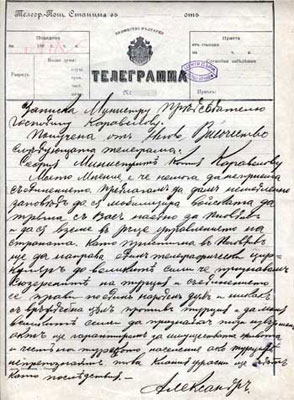
Telegramm von der Interimsregierung an Alexander I. mit der Bitte die Vereinigung zu verkünden

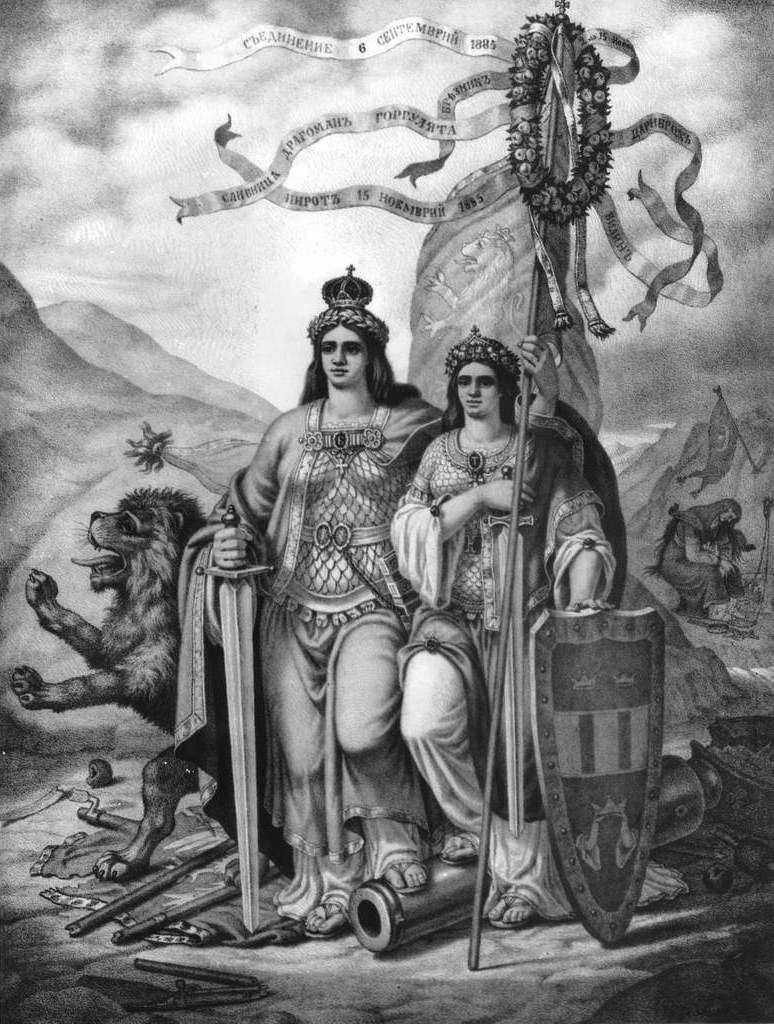
Vereintes Bulgarien, allegorische Lithografie von Nikolaj Pawlowitsch

Diese künstliche Konstruktion Ostrumelien war jedoch nicht von Dauer. Dies lag auch daran, dass die Hohe Pforte die meisten der vom Landtag gebilligten Budgets und Gesetze nicht genehmigte und so für Unmut in der Bevölkerung Ostrumeliens sorgte. Im Landtag bekämpften sich Konservative und Radikale, während in der Verwaltung russische, osmanische und westliche Einflüsse abwechselten. Hinzu kam die Unzufriedenheit der bulgarischen Bevölkerung in Ostrumelien und in Makedonien, wie auch die im benachbarten Fürstentum Bulgarien gegen die Beschlüsse des Berliner Vertrages. Bereits 1878 brach aus diesem Grund in Makedonien der Kresna-Raslog-Aufstand aus.
Im Ostrumelien wiederum entstanden Klubs, die unter dem Deckmantel von Gymnastikübungen jungen Männern zu einer militärischen Ausbildung verhalfen. Auch im benachbarten Bulgarien existierte unter Fürst Alexander von Battenberg eine starke Strömung nationaler Kreise, die auf eine Ausdehnung des Staatsgebietes auf alle von Bulgaren bewohnten Landstriche auf dem Balkan abzielte (die vom Berliner Vertrag verwehrt worden war).
In diesem Zusammenhang wurde 1885 in Philippopel das Bulgarische Geheime Zentrale Revolutionäre Komitee (BGZRK, bulgarisch Български таен централен революционен комитет) von Sahari Stojanow, Kosta Paniza, Iwan Andonow, Todor Gatew, Iwan Stojanowitsch, Georgi Stranski und weiteren, vor allem Offizieren der Miliz Ostrumeliens, gegründet. Viele der Mitglieder hatten bereits gegen das Osmanische Reich in den Aufständen von 1875/76 und im Russisch-Osmanischen Krieg von 1877 bis 1878 für die Unabhängigkeit Bulgariens gekämpft. Das Komitee wurde nach dem Vorbild der Inneren Revolutionären Organisation aufgebaut und zielte auf die gleichzeitige Befreiung Makedoniens und Ostrumeliens von osmanischer Herrschaft und den Zusammenschluss aller bulgarischen Gebiete. Als langfristiges Ziel wurde die Bildung einer Konföderation aller Balkanstaaten verfolgt. Wegen der begrenzten Mittel entschied man sich jedoch, zunächst einen Aufstand in Ostrumelien zu wagen. Die Vorbereitungen für einen Aufstand wurden inoffiziell auch vom benachbarten Fürstentum Bulgarien unterstützt. Als Stichtag legte das BGZRK den 15. Septemberjul. / 27. September 1885greg. fest.
Bereits am 2. Septemberjul. / 14. September 1885greg. versammelten sich die Schüler des Plowdiwer Männergymnasiums Todor Chadschikirilow, Sabko Milkow und Andon Oreschkow in Panagjurischte, riefen die Vereinigung, ohne Abstimmung mit dem Komitee, aus und die Bevölkerung zu den Waffen. Die spontane Versammlung, die in kürzesten Zeit zu einer Gruppe von 40 bewaffneten Männer heranwuchs, wurde jedoch schnell durch die ostrumelische Gendarmerie aufgelöst.
Am 4. Septemberjul. / 16. September 1885greg. brach in Goljamo Konare der vorbereitete Aufstand aus und eine unabhängige Lokalregierung wurde durch die lokale BGZRK-Milizoffiziere eingesetzt. Am darauffolgenden Tag wiederholten sich die Ereignisse in anderen Städten und im Laufe des Tages begaben sich die Aufständischen nach Goljamo Konare, wovon sie am Nachmittag gesammelt Richtung der Provinzhauptstadt marschierten und von Danail Nikolaew angeführt wurden. Am späten Abend des 5. Septemberjul. / 17. September 1885greg. wurde Gawril Krastewitsch gestürzt. Am Tag darauf wurde eine Interimsregierung unter der Führung von Georgi Stranski eingesetzt. Das neue Kabinett proklamierte den sofortigen Zusammenschluss der autonomen osmanischen Provinz mit dem Fürstentum Bulgarien. Dagegen sprach sich die Russland nahestehende Volkspartei Ostrumeliens aus. Das Osmanische Reich beschränkte sich auf Protestnoten, statt Truppen zu entsenden, um den vertraglich vereinbarten Status quo ante wiederherzustellen. Bulgariens Fürst Alexander von Battenberg reiste nach einer telegrafischen Nachricht sofort nach Ostrumelien. Schon am 8. Septemberjul. / 20. September 1885greg. hielt er sich in Philippopel auf.

### Serbisch-Bulgarischer Krieg
Ein Übergreifen der Ereignisse in Ostrumelien auf Makedonien wollte Österreich-Ungarn unterbinden. Dem mit ihm verbündeten Königreich Serbien, das sich offen gegen das bulgarische Vorgehen wandte, signalisierte es Rückendeckung. Auch Russland stand dem bulgarischen Gebietszuwachs und dessen Herrscher ablehnend gegenüber. Der serbische König Milan Obrenović erklärte mit dieser Rückendeckung am 1. Novemberjul. / 13. November 1885greg. Bulgarien den Krieg. Seine Militärs gingen von einem leichten Waffengang aus, weil die meisten bulgarischen Truppen an der osmanischen Grenze standen. Das Bekanntwerden der serbischen Kriegserklärung führte in Bulgarien jedoch zu großer nationaler Empörung.
Rasch zusammengerufene Freiwillige fügten den Invasionstruppen als Partisanen Schaden zu. Gleichwohl rückte die kämpfende serbische Armee bis auf fast zwanzig Kilometer an die bulgarische Hauptstadt Sofia heran. Am 5. Novemberjul. / 17. Novembergreg. begann die entscheidende Schlacht bei Sliwniza mit dem bulgarischen Heer, die nach drei Tagen mit einer serbischen Niederlage endete. Als die Bulgaren einen Feldzug gegen Serbien unternahmen und Richtung Niš vordrangen, intervenierte Österreich-Ungarn mit einer Kriegsdrohung für den Fall des Nichtrückzugs der Armee auf bulgarisches Territorium. Bulgarien sah daher von einem weiteren Vorrücken ab und schloss einen Waffenstillstand mit Serbien. Ein offizielles Ende fand der Krieg durch den Frieden von Bukarest am 19. Februarjul. / 3. März 1886greg.; gegenseitige Gebietsforderungen wurden darin ausgeschlossen.

### Weitere Entwicklung
Durch den Tophane-Vertrag vom 24. Märzjul. / 5. April 1886greg. wurde die Vereinigung des Fürstentums Bulgarien mit Ostrumelien im Herbst 1885 international anerkannt. Das Fürstentum zahlte dem Osmanischen Reich jährlich als Ersatz für Ostrumelien einen Tribut von 2.951.000 Francs. Sultan Abdülhamid II. hatte den bulgarischen Fürsten schon am 2. Februar 1886 zum Generalgouverneur von Ostrumelien ernannt. Das war eine Kompromisslösung, bei der die osmanischen Souveränitätsrechte offiziell gewahrt blieben.
Nach dem Frieden von Bukarest (3. März 1886) weigerte sich der russische Zar Alexander III., Alexander I. als Herrscher des vergrößerten Bulgarien anzuerkennen. Auf russisches Betreiben putschte nun eine Gruppe prorussischer Offiziere gegen den bulgarischen Fürsten Alexander I. und zwang ihn am 9. August 1886 zur Abdankung. Daraufhin wurde er außer Landes nach Russland verschleppt. Mit Unterstützung des bulgarischen Parlamentspräsidenten Stefan Stambolow, der mit Hilfe des Militärs gegenputschte, konnte jedoch Alexander nach Bulgarien und nochmals kurz auf den Thron zurückkehren. Am 7. September 1886 verzichtete er dann jedoch endgültig auf die Herrschaft, da er nicht mehr das Vertrauen des russischen Zaren genoss. Zu seinem Nachfolger wurde, nach langen innenpolitischen Wirren, Ferdinand von Sachsen-Coburg und Gotha 1887 gewählt.

## Politik

### Verfassung
Gemäß Artikel 18 des Berliner Vertrags wurde eine Europäische Kommission für Ostrumelien als kollektives Gremium der Großmächte eingerichtet worden. Sie hatte die Aufgabe, den Aufbau und die Struktur für die Selbstverwaltung der neu gebildeten osmanischen Provinz zu definieren. Das Ergebnis ihrer Tätigkeit war das Organische Statut von Ostrumelien, das am 14. April 1879 erlassen wurde. Bis zur Übergabe regelte eine provisorische russische Verwaltung die Belange des täglichen Lebens und sprach Recht aus. Die Kommission wurde am 18. September 1878 in Konstantinopel einberufen und setzte sich aus Vertretern der Garantiemächte für die Umsetzung des Vertrags von Berlin und den nominellen Herrscher von Ostrumelien, der osmanischer Sultan Abdulhamid II. Somit hatte die Kommission folgende Teilnehmer:
- Deutsches Reich: Ernst von Braunschweig (Beamter in der deutschen Botschaft in Konstantinopel und Vizekonsul in Bukarest (1876–1879), späterer Konsul in Sofia)
- Vereinigtes Königreich: Henry Drummond Wolff und John Hely-Hutchinson, 5. Earl of Donoughmore
- Russland: Alexander Schepelew; Fürst Alexej Zereteli
- Frankreich: Baron Maximilien de Ring (Beamter im Außenministerium), Gutav de Kutuli
- Italien: Alessandro Vernoni (Beamter im Außenministerium, langjähriger mitarbeitet in der italienische Botschaft in Konstantinopel)
- Österreich-Ungarn: Baron Benjámin Kállay
- Osmanisches Reich: Asım Mehmed Pascha; Abro Efendi (osmanischer Beamter)

Die Kommission tagte zunächst in Konstantinopel zog jedoch im Oktober 1878 nach Plowdiw, der Hauptstadt von Ostrumelien, um. Die Sitzungen fanden unter einem rotierenden Vorsitz statt, wobei jeder Delegierte ein Vetorecht hat.

### Generalgouverneure
In der Zeit seiner Bestehen hatte Ostrumelien folgende Generalgouverneure.
- Provisorisch General Arkadi Dmitrijewitsch Stolypin (1878 bis 28. Mai 1879) (Vater von Pjotr Arkadjewitsch Stolypin)
- Aleksandar Bogoridi (28. Mai 1879 bis Mai 1884)
- Gawril Krastewitsch (Mai 1884 bis 6. September 1885)
- Fürst Alexander I von Bulgarien (17. April 1886 bis 7. September 1886)
- Fürst Ferdinand I von Bulgarien (7. Juli 1887 bis 5. Oktober 1908)

### Streitkräfte
Die Streitkräfte von Ostrumeliens bildeten sich aus einer Miliz und einer Gendarmerie, die nominell dem osmanischen Sultan als Oberbefehlshaber des Osmanischen Reiches unterstellt waren. Die Milizenführer vor Ort stellten westliche Offiziere, die im osmanischen Dienst waren. Während die Miliz im Kriegsfall vom osmanischen Militär herangezogen werden sollte, die Provinz und Staatsgrenzen des Reiches zu schützen, war die Gendarmerie die mit der Aufrechterhaltung der inneren Ordnung beauftragt. Die unter der anfängliche russische Verwaltung stehende Provinz zählte ca. 7500 Mitglieder. Die Zahl reduzierte sich nach der Übergabe der Verwaltung bis 1882 auf ca. 2300 und erhöhte sich auf ca. 3500 kurz vor der Vereinigung.
Zunächst übernahm der Franzose Victor Vitalis Pascha der die Organisation der Miliz übernahm und nach dem Abzug der russischen Truppen für Ordnung sorgen sollte. Er blieb zwei Jahre lang in Ostrumelien, kämpfte gegen russische und bulgarische Intrigen, die darauf abzielten, die Provinz mit Fürstentum Bulgarien zu vereinen. Dabei unterdrückte er die bulgarischen Komitadschi, die für die Einheit ihres Landes kämpften, erkannte jedoch schnell, dass die vom Berliner Kongress gewünschte Trennung nicht haltbar war und kehrte nach zwei Jahren in die osmanische Hauptstadt zurück. Ihm folgte bereits im August 1879 General Wilhelm Strecker Pascha, der zuvor Gouverneur von Widin war und als Reshid Pascha bekannt wurde. Er blieb bis Januar 1884 im Amt. Als vom osmanischen Sultan direkt eingesetzter Beamter versuchte er, die Bestrebungen entgegenzuwirken, die Streitkräfte des autonomen Gebiets für dessen Beitritt zum Fürstentum Bulgarien zu stärken und einzusetzen. Er reduzierte die Gesamtzusammensetzung der Miliz, vereitelte die Organisation der Reserve und reduzierte die Zahl der russischen Offiziere drastisch. Auf Strecker Pascha folgte 1884 ein weiterer Preusse, August von Drigalski, der bis zur Vereinigung mit Bulgarien auf diesem Posten blieb.
Zusätzlich organisierte sich die Bevölkerung in paramilitärischen Turnvereinen, die im Oktober 1879 auf Druck der osmanischen Regierung durch den Generalgouverneur Aleksandar Bogoridi aufgelöst und in eine 21.000 Man starke Reserve der Miliz umgewandelt wurden. Er wagte es jedoch nicht, die Bevölkerung zu entwaffnen.